# 忍節子
忍 節子（しのぶ せつこ、1914年（大正3年）7月22日 - 没年不詳）は、東京府東京市下谷区竹町（現在の東京都台東区）出身の女優。本名は長谷川 君子、旧姓は中田。
1934年から1957年の間に主演作品を含め50作以上の映画に出演した。

## 来歴
1914年7月22日、東京府東京市下谷区竹町（現在の東京都台東区）に中田君子として生まれる。
1934年（昭和9年）、成瀬巳喜男監督、北村小松原作の無声映画『限りなき舗道』で島杉子を主演。当作品では同時代の名優である笠智衆、突貫小僧とも共演した。
戦後も1954年のNHKの連続TVドラマ『夢見る白鳥』に出演しているほか、1961年から1962年にかけては手塚治虫原作、辻真先演出のNHKのSFテレビドラマ『ふしぎな少年』に出演した。

## 主な出演

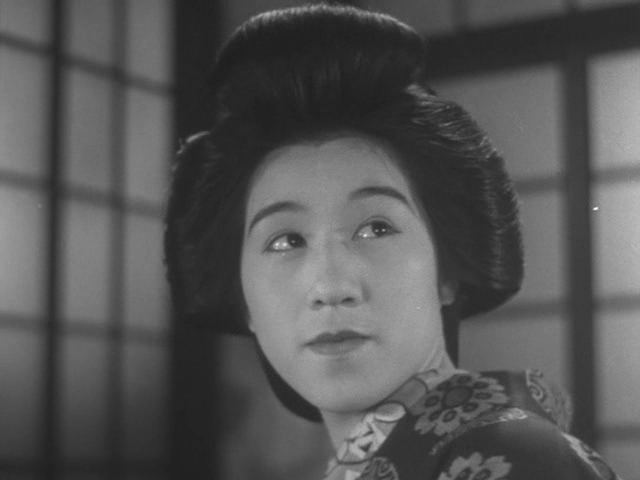
『限りなき舗道』(1934年)

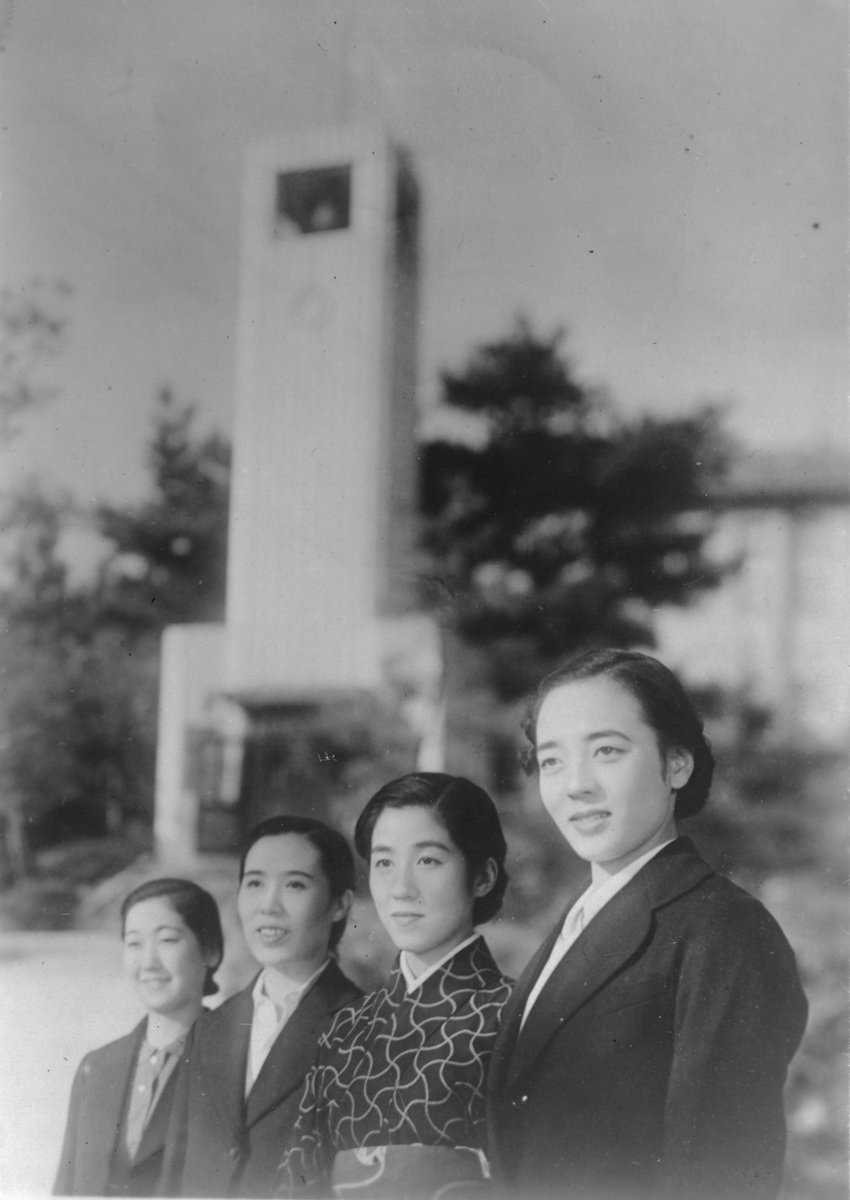
『みかへりの塔』(1941年)
左から大塚君代、出雲八重子、忍、三宅邦子

以下は全て映画作品。テレビドラマの出演は来歴で触れた2本に留まるため、ここでは省く。
| 公開年月日                                   | 作品名                        | 監督                   | 役名                               |
| -------------------------------------------- | ----------------------------- | ---------------------- | ---------------------------------- |
| 1934年4月26日                                | 『限りなき舗道』              | 成瀬巳喜男             | 島杉子                             |
| 1934年8月8日                                 | 『結婚興奮記』                | 島津保次郎             | 不明                               |
| 1934年8月25日                                | 『会社員閣下』                | 五所平之助             | 不明                               |
| 1934年9月28日                                | 『金環蝕』                    | 清水宏                 | 女給                               |
| 1934年10月11日                               | 『都会の感傷』                | 勝浦仙太郎             | 不明                               |
| 1934年10月25日                               | 『女の顔役』                  | 佐々木康               | 水月楼女中                         |
| 1935年10月1日                                | 『あこがれ』                  | 五所平之助             | 不明                               |
| 1935年1月13日                                | 『花婿の寝言』                | 五所平之助             | 妻千賀子                           |
| 1935年4月12日                                | 『晴れる木曽路』              | 滝沢英輔               | 不明                               |
| 1935年6月15日                                | 『春琴抄 お琴と佐助』         | 島津保次郎             | 妻千賀子                           |
| 1935年8月1日                                 | 『双心臓』                    | 清水宏                 | 芸者・光奴                         |
| 1935年9月12日                                | 『双心臓』                    | 五所平之助             | 不明                               |
| 1935年9月12日                                | 『人生のお荷物』              | 五所平之助             | 不明                               |
| 1936年1月15日                                | 『悲恋華』                    | 佐々木康               | 不明                               |
| 1936年2月27日                                | 『有りがたうさん』            | 清水宏                 | （東京帰りの）村人の娘             |
| 1936年5月14日                                | 『朧夜の女』                  | 五所平之助             | 芸者                               |
| 1936年8月29日                                | 『男性対女性』                | 島津保次郎             | 不明                               |
| 1936年10月4日（前篇） 1936年10月29日（後篇） | 『人妻椿』                    | 野村浩将               | 女給                               |
| 1936年10月4日                                | 『花嫁かるた』                | 島津保次郎             | 下村の娘 蘭子                      |
| 1936年11月13日                               | 『新道 前篇朱実の巻』         | 五所平之助             | 看護婦                             |
| 1937年1月14日                                | 『花籠の歌』                  | 五所平之助             | アパートの女                       |
| 1937年2月25日                                | 『新婚お伊勢詣り』            | 近藤勝彦               | 不明                               |
| 1937年3月25日                                | 『桃子の貞操』                | 深田修造               | 不明                               |
| 1937年6月10日                                | 『金色夜叉』                  | 清水宏                 | 芸妓                               |
| 1937年7月1日                                 | 『恋も忘れて』                | 清水宏                 | A子                                |
| 1937年8月24日                                | 『さらば戦線へ』              | 清水宏 恒吉忠弥 原研吉 | 不明                               |
| 1937年10月1日                                | 『雨の夜の抱擁』              | 深田修造               | 不明                               |
| 1938年5月21日                                | 『人の気も知らないで』        | 蛭川伊勢夫             | 八重                               |
| 1938年8月4日                                 | 『ある淑女の告白 花ある氷河』 | 原研吉                 | 事務員                             |
| 1938年9月15日 （前篇・後篇同時公開）         | 『愛染かつら』                | 野村浩将               | 看護婦・恩田しげ子                 |
| 1939年5月5日                                 | 『続愛染かつら』              | 野村浩将               | 看護婦・恩田しげ子                 |
| 1939年6月15日                                | 『花のある雑草』              | 清水宏                 | 田村先生                           |
| 1939年7月20日                                | 『五人の兄妹』                | 吉村公三郎             | おぬい                             |
| 1939年11月17日                               | 『愛染かつら 完結篇』         | 野村浩将               | 看護婦・恩田しげ子                 |
| 1939年12月1日 （前篇・後篇同時公開）         | 『暖流』                      | 吉村公三郎             | 女医                               |
| 1940年4月10日                                | 『信子』                      | 清水宏                 | 手塚先生                           |
| 1940年8月1日                                 | 『木石』                      | 五所平之助             | 菊田                               |
| 1940年10月31日                               | 『冬木博士の家族』            | 大庭秀雄               | 澄江                               |
| 1941年1月30日                                | 『みかへりの塔』              | 清水宏                 | 鈴木保母                           |
| 1941年3月1日                                 | 『戸田家の兄妹』              | 小津安二郎             | 谷本夫人の友人                     |
| 1941年4月1日                                 | 『十日間の人生』              | 渋谷実                 | 盛り場の女                         |
| 1942年9月3日                                 | 『すみだ川』                  | 磯野利七郎             | お豊                               |
| 1942年10月29日                               | 『或る女』                    | 渋谷実                 | お豊                               |
| 1945年8月31日                                | 『伊豆の娘たち』              | 五所平之助             | 織田夫人                           |
| 1954年11月22日                               | 『最後の女達』                | 楠田清                 | 常子                               |
| 1954年4月7日                                 | 『放浪記』                    | 久松静児               | 浜松夫人                           |
| 1955年4月10日                                | 『姉妹』                      | 家城巳代治             | 落合夫人                           |
| 1955年8月28日                                | 『たけくらべ』                | 五所平之助             | おそう（竜華寺の息子（信如）の母） |
| 1955年11月15日                               | 『柿の木のある家』            | 内田吐夢               | 道子の母                           |
| 1957年9月1日                                 | 『お姉さんといっしょ』        | 青山通春               | トキ子ちゃんのお母さん             |